# Seznam obcí v Angole
Obec v Angole je třetí nejvyšší správní celek, hned za okresy. Okresů je v Angole celkem 173. Zde je seznam 618 obcí, které se v těchto okresech nacházejí:

## Provincie Bengo
Ambriz,
Kakalo-Kahango,
Ícolo e Bengo,
Cassoneca,
Bela Vista,
Tabi,
Zala,
Kikabo,
Barra do Dande,
Muxiluando,
Kixico,
Kanacassala,
Gombe,
Kicunzo,
Kage,
Mabubas,
Caxito,
Ucua,
Piri,
Kibaxe,
São José das Matas,
Kiaje, Paredes,
Bula-Atumba,
Pango-Aluquém,
Kabiri,
Bom Jesus,
Catete,
Calomboloca,
Kazua,
Muxima,
Dembo Chio,
Mumbondo,
Kixinje

## Provincie Benguela
Alda Lara,
Asfalto,
Babaera,
Balombo,
Benfica,
Benguela,
Biópio,
Bocoio,
Candumbo,
Catumbela,
Chigongo,
Chikuma,
Chila,
Chindumbo,
Chongorói,
Compão,
Cote,
Cubal,
Cubal do Lumbo,
Dombe Grande,
Lobito Canata,
Catumbela,
Egito,
Monte Belo,
Passe,
Caimbambo,
Catengue,
Baia Farta,
Cupupa,
Imbala,
Quendo,
Chiongoroi,
Capupa,
Bolongueira,
Ganda,
Babaera,
Kasseque,
Chicurnu,
Ebanga

## Province Bié
Munhango,
Caivera,
Sachinemuna,
Andulo,
Belo Horizonte,
Cambândua,
Chicala,
Chinguar,
Chipeta,
Chitembo,
Chiuca,
Chivaúlo,
Dando,
Gamba,
Kachingues,
Kaiei,
Kalucinga,
Kamakupa,
Kangote,
Kassumbe,
Katabola,
Kuemba,
Kuito,
Kunhinga,
Kunje,
Kutato,
Kwanza,
Luando,
Lúbia,
Malengue,
Mumbué,
Mutumbo,
Nharea,
Ringoma,
Sande,
Soma Kwanza,
Santo António da Muinha,
Trumba,
Umpulo

## Provincie Cabinda
Baixo Longa,
Bondo,
Chinguanja,
Cuangar,
Dirico,
Kaiundo,
Kalai,
Kuchi,
Kueio,
Kuito,
Kuanavale,
Kutato,
Kutuile,
Longa,
Luengue,
Luiana,
Maue,
Mavengue,
Mavinga,
Menongue,
Missombo,
Mucusso,
Nancova,
Neriquinha,
Rito,
Rivungo,
Savate,
Vissati,
Xamavera,
Miconje,
Luali,
Cabinda,
Malembo,
Tanto-Zinze,
Landana,
Massabi,
Inhuca,
Necuto,
Belize

## Provincie Cuando Cubango
Baixo Longa,
Bondo,
Chinguanja,
Cuangar,
Dirico,
Kaiundo,
Kalai,
Kuchi,
Kueio,
Kuito Kuanavale,
Kutato,
Kutuile,
Longa,
Luengue,
Luiana,
Maue

## Provincie Cuanza Norte
Aldeia Nova,
Banga,
Danje - ia - Menha,
Dondo,
Golungo Alto,
Kaenda,
Kakulo,
Kamabatela,
Kambondo,
Kanhoca,
Kiangombe,
Kiculungo,
Kilombo dos Dembos,
Kissola,
Luinga,
Lucala,
Massangano,
Maúa,
Ndalatando,
Quiage,
Quibaxe,
São Pedro da Kilemba,
Samba Cajú,
Samba Lukala,
Tango,
Zenza do Itombe,
Bindo,
Bolongongo,
Cariamba,
Terreiro,
Quiquemba,
Cacongo,
Cerca,
Camome,
Cavunga,
Kiluanje

## Provincie Cuanza Sul
Assango,
Botera,
Dumbi,
Ebo,
Gabela,
Gangula,
Kabuta,
Kalulo,
Kapolo,
Kariango,
Kassanje,
Kassongue,
Kibala,
Kienha,
Kikombo,
Kilenda,
Kissanga Kungo,
Kissongo,
Konda,
Kungo e Sanga,
Kunjo,
Munenga,
Mussende,
Ndala Kachibo,
Pambangala,
Quissanga,
Sanga,
São Lucas,
Ucu–Seles,
Waco Cungo,
Sumbe,
Porto Amboim,
Quipaze,
Atome,
Quirimbo,
Ambovia

## Provincie Cunene
Bangula,
Cacite,
Castilhos,
Chitado,
Evale,
Humbe,
Kafima,
Kahama,
Kalonga,
Kuvati,
Kuvelai,
Môngua,
Mukope,
Mupa,
Namakunde,
Naulila,
Ombala yo Mungu,
Ondjiva,
Oximolo,
Shiede,
Xangongo,
Nehone Cafima,
Evale,
Simporo,
yonde,
Xagongo,
Oncócua,
Otthinjau

## Provincie Huambo
Alto–Uama,
Bailundo,
Bimbe,
Chiaca,
Chinhama,
Chinjenje,
Chipipa,
Chiumbo,
Huambo,
Kaála,
Kachiungo,
Kakoma,
Kalenga,
Kalima,
Kambuengo,
Katabola,
Katata,
Kuima,
Lépi,
Londuimbali,
Longonjo,
Lunge,
Mbave,
Mungo,
Sambo,
Tchipeio,
Thicala Yhilohanga,
Ukuma,
Ussoke,
Hengue-Caculo,
Ecuma,
Tchiahana,
Chilata,
Tchiumbo,
Hungulo,
Mundundo

## Provincie Huíla
Cacula,
Cacula-Sede,
Capunda-Cavilongo,
Chiange-Sede,
Chibemba,
Chibia-sede,
Chicomba,
Chipindo,
Dongo,
Galangue,
Gungue,
Humpata-Sede,
Jamba,
Jau,
Kakonda,
Kalépi,
Kalukembe,
Kassinga,
Kilengue Kusse,
Kutenda,
Kuvango,
Lubango,
Matala,
Ngola,
Quihita,
Quipungo-Sede,
Tchipungo,
Uaba,
Santo Arina,
Huila,
Quilengues,
Dinde,
Imulo,
Degola,
Cusse,
Bambi,
Vincungo,
Tchibembe,
Capelango,
Mulondo

## Provincie Luanda
Bairro Operário,
Barra do Cuanza,
Benfica e Mussulo,
Cacuaco,
Camama,
Cassequel,
Cazenga,
Corimba,
Da Ilha,
Futungo de Belas,
Golfe (Luanda),
Havemos de Voltar,
Hoji Ya Henda,
Kinanga,
Margal,
Neves Bendinha,
Ngola Kiluange,
Prenda,
Ramiro (Luanda),
Rangel (Luanda),
Rocha Pinto,
Sambizanga,
Tala Hady,
Terra Nova (Luanda),
Vila Estoril,
Cuca (Luanda),
Ilha do Cabo,
Patrice Lumuba,
Maculusso,
Kilamba Kiaxi,
Palanca (Luanda),
Malanga (Luanda),
Samba, Angola,
Funda,
Quicolo,
Viana, Angola,
Calumbo

## Provincie Lunda Norte
Iongo,
Kachimo,
Kamaxilo,
Kambulo,
Kamissombo,
Kanzar,
Kapenda Kamulemba,
Kaungula,
Kuango,
Lóvua,
Luachimo,
Luia,
Luremo,
Xa–Cassau,
Xá–Muteba,
Xinge,
Lucapa,
Sombo,
Capaia,
Thitato,
Cuilo,
Caluango,
Iubalo,
Muvulege,
Luangue,
Cassengue,
Quitapa.

## Provincie Lunda Sul
Alto-Chikapa,
Chiluage,
Dala, Angola,
Kakolo,
Kassai-Sul,
Kukumbi,
Mona-Kimbundo,
Mukonda,
Murieje,
Saurimo,
Sombo,
Xassengue,
Cazeje,
Luma Cassai

## Provincie Malanje
Cacuso,
Cinguengue,
Kacuso,
Pungo-Andongo,
Cuale,
Quinge,
Cambundy,
Catembo,
Dumba (Malanje),
Cabango,
Tala Mungongo,
Bembo (Malanje),
Caombo,
Micanda,
Luquembo,
Capunda,
Dombo,
Marimba, Angola,
Quimbango,
Quihuhu,
Muquize,
Catala,
Quirima,
Saltar,
Cazongo,
Cainda,
Calunda,
Lovua,
Lumbala,
Candundo,
Macondo,
Lumbala-Ngimbo,
Chiume,
Lumai,
Lutembo,
Mussuma,
Ninda,
Sessa,
Kalamagia,
Kalandula,
Kambaxe,
Kambo,
Kambondo,
Kangandala,
Kangando,
Karibo,
Kateco-Kangola,
Kaxinga,
Kela,
Kimambamba,
Kissele,
Kiuaba-Nzoji,
Kizenga,
Kota,
Kunda-iá-Baze,
Lombe,
Malanje,
Massango,
Mikixi,
Milando,
Moma,
Mufuma,
Mukari,
Ngola-Luije,
Sokeko,
Tembo-Aluma,
Xandele

## Provincie Moxico
Alto Zambeze,
Chiume,
Kaianda,
Kalunda,
Kamanongue,
Kangamba,
Kangumbe,
Kavungo,
Lago-Dilolo,
Léua,
Liangongo,
Lóvua,
Luakano,
Lukusse,
Lumbala-Kakengue,
Lumbala-Nguimbo,
Lumeje Kameia,
Lutembo,
Lutuai ou Muangai,
Macondo,
Mussuma,
Ninda,
Tempué,
Sessa,
Cassamba,
Muié

## Provincie Namibe
Baia dos Tigres,
Bairro Dos Corações,
Bairro Heróis,
Bentiaba,
Bibala-Sede,
Cainde,
Caitou,
Camacuio-Sede,
Chingo (Namibe),
Kapagombe,
Lola (Namibe),
Mamué,
Mucaba,
Muinho,
Savo-Mar,
Tômbua,
Torre do Tambo,
Virei-Sede,
Yona (Namibe),
Namibe,
Lucira

## Provincie Uíge
Aldeia Viçosa,
Alto Zaza,
Bembe,
Beu,
Buengas,
Bungo,
Cambembe,
Cuilo Pombo,
Dimuca,
Kinvuenga,
Lucanga,
Mabaia,
Macuba,
Mbanza Nnosso,
Quinzala,
Sacandica,
Uamba,
Vista Alegre (Uíge),
Uíge,
Negage,
Dimuca,
Quisseque,
Puri, Angola,
Cangola,
Mengo,
Caiongo,
Sanza Pompo,
Milunga,
Macocola,
Massau,
Macolo,
Quibele,
Cuango,
Icoca,
Nova Esperança (Uíge),
Qitexe,
Cuilo-Camboso,
Cambamba,
Songo,
Nova Caipenba,
Quipedro,
Camatambo,
Lembua,
Petecussso,
Maquela do Zombo,
Quibocolo,
Cuilo,
Futa (Uíge)

## Provincie Zaire
Kanda,
Kelo,
Kiende,
Kindeji,
Kinzau,
Kiximba,
Kuimba,
Loje-Kibala,
Luvu,
Mangue Grande,
Mbanza Kongo,
Mbuela,
Mussera,
Nkalambata,
Nóqui,
Nzeto,
Pedra de Feitiço,
Soyo,
Sumba,
Caluca,
Nadinba,
Buela,
Luvaca,
Lufico,
Mpala Lulendo,
Loge,
Tomboco,
Quingombe,
Caluca,
Nadimba,
Buela